# Direct Plus!
Direct Plus! är ett livealbum av Tower of Power. Albumet släpptes 1997 och är en nyutgåva av albumet Direct från 1982. Plusutgåvan innehåller fyra tagningar som ej kom med på det ordinarie albumet.

## Låtlista
1. Fanfare/You Know It (Fanfare: G.Adams - You Know It: E.Castillo, S.Kupka) (2.44)
2. You're Gonna Need Me (A.King) (4.02)
3. Squib Cakes (C.Thompson) (7.34)
4. That's Why I Sing (C.Thompson) (4.57)
5. What Is Hip (E.Castillo, S.Kupka, D.Garibaldi) (4.40)
6. Never Let Go Of Love (M.Jeffries, G.Levias, H.Thompson) (4.06)
7. PLUS! Fanfare/And You Know It (Fanfare: G.Adams - You Know It: E.Castillo, S.Kupka) (3.27)
8. PLUS! Squib Cakes (C.Thompson) (7.38)
9. PLUS! That's Why I Sing (C.Thompson) (5.00)
10. PLUS! What is Hip? (E.Castillo, S.Kupka, D.Garibaldi) (4.46)

## Medverkande
- Michael Jeffries - Sång
- Lenny Pickett - Saxofoner
- Emilio Castillo - Tenorsax
- Stephen 'Doc' Kupka - Barytonsax
- Greg Adams - Trumpet, flygelhorn
- Mic Gillette - Trumpet, flygelhorn, trombon
- Rick Waychesko - Trumpet
- Willy Fulton - Gitarr, sång på You're Gonna Need Me
- Mark Sanders - Trummor
- Vito San Filippo - Elbas
- Chester Thompson - Keyboards
- Victor Feldman - Percussion
- James Gilstrap - Gästsångare
- Edie Lehmann - Gästsångare
- Oren Waters - Gästsångare